# 布雷克山

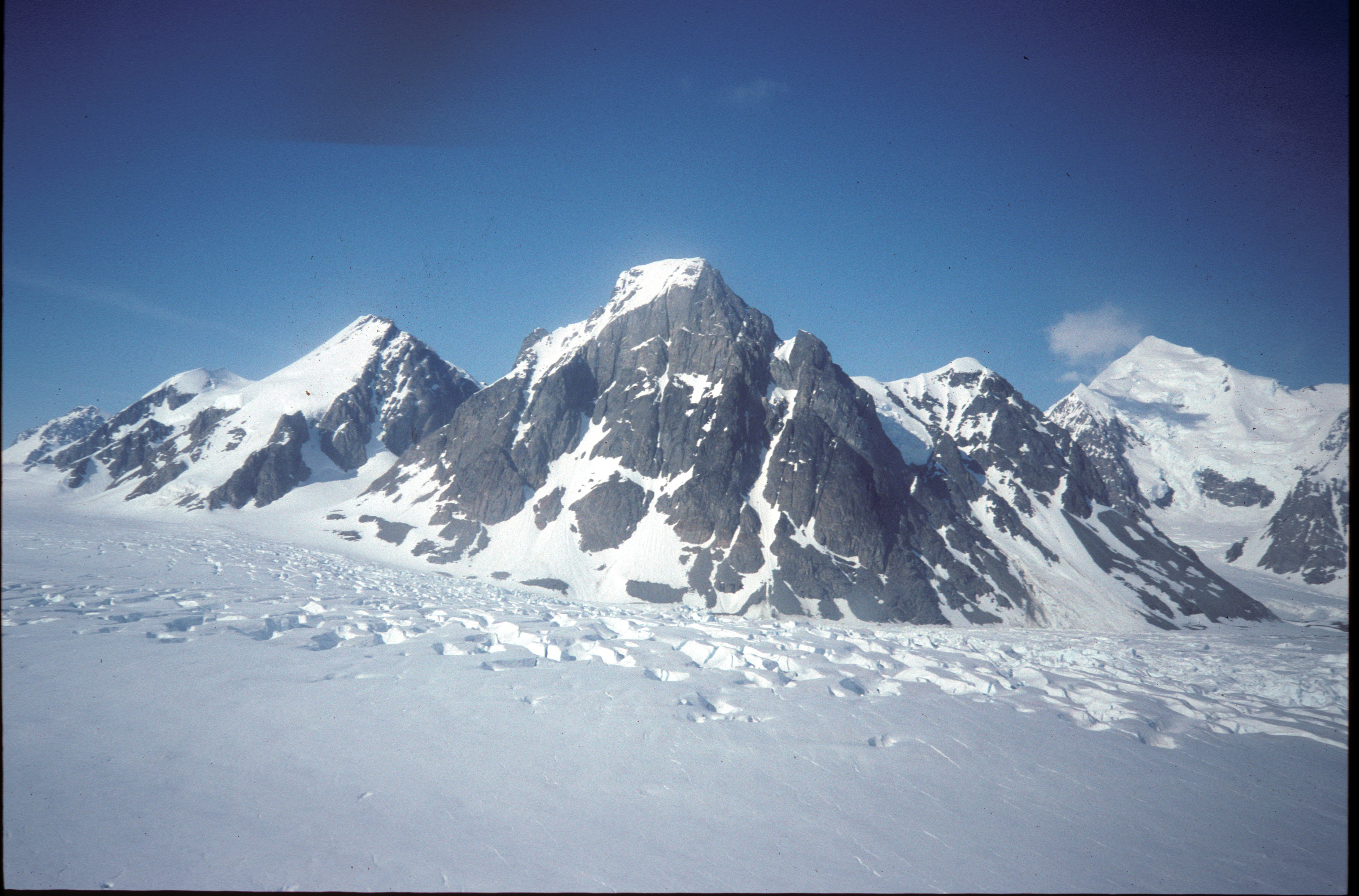

布雷克山（英語：Mount Breaker），是南極洲的山峰，位於葛拉漢地的法利埃海岸，海拔高度880米，是馬蹄島的最高點，由英國南極名稱諮詢委員會命名，現時由南極條約體系管理。